# Цумтаугвальд, Иоганн
Иога́нн (Иога́ннес) Цумтаугвальд (нем. Johann (Johannes) Zumtaugwald; 4 января 1826 года, Швейцария, Церматт — 1900 год) — швейцарский горный гид и альпинист, автор первых восхождений на несколько альпийских четырёхтысячников, включая самую высокую вершину Швейцарии пик Дюфур. Иоганн Цумтаугвальд был помещен в топ 10 горных гидов всех времён по версии «Тhe Mountain Encyclopedia».

## Альпинистская карьера
Начиная с 1851 года, Иоганн предпринял несколько попыток восхождения на третью по высоте вершину Альп и высочайшую вершину Швейцарии пик Дюфур. Первая попытка была предпринята в 1851 году с восточной стороны с братьями Адольфом и Германом фон Шлагинтвейтами и гидами Петером Таугвальдером и Петером Индербиненом. Но им не удалось достигнуть вершины. В 1854 году Иоганн предпринял две попытки восхождения с восточной стороны, но обе они окончились неудачно. В первой он с гидами Ульрихом Лауенером и Маттиасом Цумтаугвальдом сопровождал братьев Смит. Во второй Иоганн, Маттиас Цумтаугвальд и Бенедикт Леир сопровождали английского альпиниста Эдварда Ширли Кеннеди, одного из будущих основателей Английского Альпийского клуба.
Вершина покорилась Цумтаугвальду на следующий год. 1 августа 1855 года альпинисты Чарльз Хадсон, Джон Бирбек, Кристофер Смит, Джеймс Смит, Эдвард Стивенсон и гиды Ульрих Лауенер, Иоганн Цумтаугвальд и Маттиас Цумтаугвальд совершили первое восхождение на пик Дюфур по маршруту, который сейчас считается классическим — через седло и западное ребро вершины.
11 сентября 1858 года Иоганн Цумтайгвальдер, а также двое гидов из Церматта Иоганн Крёниг и Иероним Бранчен, сопровождая альпиниста Ревда Джона Ллевилина-Дэвиса, совершили первое восхождение на вершину Дом, которая является высочайшей вершиной, полностью расположенной на территории Швейцарии. Их восхождение пролегало не по классическому ныне маршруту через ледник Фести, а по более интересному и сложному северо-западному хребту Фестиграт. В настоящее время сложность маршрута их восхождения оценивается как PD+ по классификации IFAS. Через 100 лет, в 1958 году, «Альпийский журнал» назвал первые восхождения на Дом и Эйгер (первое восхождение на Эйгер было совершено 11 августа 1858 года) самыми важными восхождениями 1858 года.
9 сентября 1859 года англичане Лесли Стивен и Роберт Ливинг в сопровождении Мельхиора Андерегга и Иоганна Цумтаугвальда совершили первое восхождение на вершину Римпфишхорн высотой 4199 метров над уровнем моря.
В 1862 году Иоганн Цумтаугвальд сопровождал английского альпиниста Эдуарда Уимпера в его второй попытке восхождения на Маттерхорн, который на тот момент был ещё не покорён. 6 июля 1862 года Уимпер совместно с Реджинальдом Макдональдом и гидами Иоганном Цумтаугвальдом, Иоганном Крёнигом и Люком Мейне предприняли попытку восхождения по тому же маршруту, который Уимпер впервые попробовал в прошлом году (по гребню Лион). Однако, ввиду сложных погодных условий, в первый день им удалось подняться только до высоты 3850 метров. После тяжёлой ночёвки они приняли решение повернуть обратно.
30 июля 1862 года Ревд Джон Ллевилин-Дэвис и Дж. У. Хейуорд с гидами Петером-Йозефом Зуммерматтером, Иоганном Цумтаугвальдом и Маттиасом Цумтаугвальдом совершили первое восхождение на вершину Тешхорн по северо-западному склону.